# Campostangara
Campostangara (Rhopospina caerulescens) är en fågel i familjen tangaror inom ordningen tättingar.

## Utseende
Campostangaran är en slank finkliknande fågel med lång näbb. Hanen är omisskännlig, helt indigoblå med lysande gul näbb. Honan är beigebrun ovan och kraftigt streckad under. Näbben är gulaktig, med sotfärgad övre kant.

## Utbredning och systematik
Campostangara förekommer i cerrado i nordöstra och centrala Brasiliens inland samt eventuellt angränsande Paraguay. Den behandlas som monotypisk, det vill säga att den inte delas in i några underarter.

### Släktskap
Tidigare ansågs campostangaran vara en fältsparv, men DNA-studier bekräftar dock att den är en tangara, nära inkatangarorna och tre arter som tidigare ansågs vara en del av släktet Phrygilus, kol-, sorg- och lärktangara. Dessa placeras därför vanligen i ett och samma släkte, där Rhopospina har prioritet. Vissa behåller den dock i Porphyrospiza och placerar i stället sorgtangara som ensam art i Rhopospina, medan lärktangaran och koltangaran förs till egna släktet Corydospiza.

## Status
Internationella naturvårdsunionen IUCN kategoriserar arten som nära hotad. Den har blivit sällsynt och lokalt förekommande i många områden och tros minska relativt kraftigt till följd av omvabdling av dess levnadsmiljö till jordbruksmark.

## Namn
Det svenska trivialnamnet syftar på Campos Rupestres, en bergssavann i östra Brasilien som ingår som en ekoregion i Atlantskogsbiomet.